# Rosko Gee
Rosko Gee est un bassiste jamaïcain, qui a notamment joué dans les groupes Traffic et Can.

## Biographie
En 1974, après avoir enregistré l'album When the Eagle Flies avec Traffic, il rejoint Can en compagnie du percussionniste Rebop Kwaku Baah. Il travaille sur les albums Saw Delight, Out of Reach et Can. Il entame une tournée avec le groupe en 1977. Durant cette tournée, il assume de temps à autre le lead vocal.
En 1983, il enregistre un album pour le groupe de jazz fusion Zahara. Depuis 1995, il fait partie du groupe live pour l'émission d'Harald Schmidt, à la télévision allemande.